# 安井久治
安井 久治（やすい ひさはる、1951年（昭和26年）4月12日 - 2015年（平成27年）7月19日）は、日本の裁判官。大阪府出身。2013年（平成25年）10月11日より福岡高等裁判所長官を務め、2015年（平成27年）に退官。長野地方裁判所・長野家庭裁判所長、千葉地方裁判所長、司法研修所長等を歴任。判事補時代、ドイツでの在外研究を経験している。

## 経歴
- 1974年（昭和49年）4月：第28期 司法修習生
- 1976年（昭和51年）4月9日 - 1978年（昭和53年）4月30日：東京地方裁判所判事補[3]
- 1978年（昭和53年）5月1日 - 1980年（昭和55年）3月31日：最高裁判所事務総局刑事局付[3]
- 1980年（昭和55年）4月1日 - 1982年（昭和57年）7月31日：鳥取地方裁判所米子支部・鳥取家庭裁判所米子支部判事補[3]
- 1982年（昭和57年）8月1日 - 1984年（昭和59年）7月15日：最高裁判所事務総局人事局付[3]
- 1984年（昭和59年）7月16日 - 1985年（昭和60年）3月31日：東京地方裁判所判事補[3]
- 1985年（昭和60年）4月1日 - 1986年（昭和61年）3月31日：京都家庭裁判所判事補[3]
- 1986年（昭和61年）4月1日 - 1986年（昭和61年）4月8日：京都地方裁判所判事補[3]
- 1986年（昭和61年）4月9日 - 1988年（昭和63年）3月31日：京都地方裁判所判事[3]
- 1988年（昭和63年）4月1日 - 1991年（平成3年）4月4日：司法研修所教官[3]
- 1991年（平成3年）4月5日 - 1994年（平成6年）3月9日：最高裁判所事務総局経理局主計課長[3]
- 1994年（平成6年）3月10日 - 1998年（平成10年）3月31日：最高裁判所事務総局経理局総務課長[3]
- 1998年（平成10年）4月1日 - 2002年（平成14年）7月9日：東京地方裁判所部総括判事（刑事第9部）[3]
- 2002年（平成14年）7月10日 - 2003年（平成15年）2月16日：東京高等裁判所事務局長[3]
- 2003年（平成15年）2月17日 - 2004年（平成16年）8月19日：東京高等裁判所判事[3][1]
- 2004年（平成16年）8月20日 - 2005年（平成17年）12月22日：東京地方裁判所部総括判事（刑事第11部）[3]
- 2005年（平成17年）12月23日 - 2007年（平成19年）5月22日：裁判所職員総合研修所長[3]
- 2007年（平成19年）5月23日 - 2009年（平成21年）1月25日：長野地方裁判所・長野家庭裁判所長[3]
- 2009年（平成21年）1月26日 - 2011年（平成23年）1月18日：千葉地方裁判所長[3]
- 2011年（平成23年）1月19日 - 2011年（平成23年）5月9日：東京高等裁判所部総括判事（第5刑事部）[3][5]
- 2011年（平成23年）5月10日 - 2013年（平成25年）10月10日：司法研修所長[3][6]
- 2013年（平成25年）10月11日 - 2015年（平成27年）6月7日：福岡高等裁判所長官[3][1]
- 2015年（平成27年）
  - 6月8日 - 依願退官[3]
  - 7月19日 - 膀胱がんのため死去[7]

## 担当訴訟

### 東京地裁部総括判事として
- 2005年（平成17年）2月17日、外務省主任分析官・佐藤優の背任事件で背任、偽計業務妨害の罪に問われた佐藤に対して「外務省に対する鈴木宗男・前衆院議員の影響力に乗じ、ロシアや北方四島の支援事業を害した」として懲役2年6月・執行猶予4年（求刑：懲役2年6月）の有罪判決を言い渡した[8]。
- 2005年（平成17年）3月23日、全日空61便ハイジャック事件で殺人、ハイジャック防止法違反（航空機強取等致死）、銃砲刀剣類所持等取締法違反、威力業務妨害の罪に問われた被告人の判決公判で、事件当時、被告人が抗鬱剤による心神耗弱状態にあったとした上で「航空機を市街地に墜落させて大惨事を引き起こした可能性も高く、史上類を見ない危険な犯罪だ」として検察官の求刑通り無期懲役の判決を言い渡した[9][10]。
- 2006年（平成18年）3月20日、日本航空機駿河湾上空ニアミス事故で業務上過失傷害の罪に問われた航空管制官2人の判決公判で、管制指示の言い間違いについて「それ自体は危険性のある行為ではなく、この指示が直接事故につながったとはいえない」とした上で「管制官の指示は不適切だったが、907便が指示通り下降を続け、958便もそのまま水平飛行していれば間隔は十分空いていた」と判断[11]。また、回避指示（RA：Resolution Advisory）による予見可能性については「RAがいつどのように作動するか、管制官は具体的にはわからなかった」として2人に無罪判決を言い渡した[11]。